# سيلينة شلومبرجيه
سيلينة شلومبرجيه[بحاجة لمصدر] (باللاتينية: Silene schlumbergeri) نوع نباتي يتبع جنس السيلينة من الفصيلة القرنفلية. سمي على اسم عالم النبات شلومبرجيه.

## الموئل والانتشار
النبات أصيل في بلاد الشام.